# Revue de droit de McGill
La Revue de droit de McGill est une publication juridique gérée par les étudiants de la Faculté de droit de l'Université McGill à Montréal. Elle est publiée par une société à but non lucratif indépendante de la Faculté et gérée exclusivement par des étudiants. Elle est également responsable de la publication du Manuel canadien de la référence juridique ainsi que d’une série de podcasts depuis 2012. En 2010, la Faculté de droit de l’Université Washington and Lee a octroyé à cette publication le titre de meilleure revue juridique gérée par des étudiants au monde, à l’extérieur des États-Unis.

## Aperçu
Depuis les années 1970, la Revue a été citée plus souvent par la Cour suprême du Canada que toute autre revue juridique affiliée à une université de par le monde. Les abonnés à la Revue résident dans plus de 25 pays.
La Revue est une institution bilingue, à l’instar de la Faculté de droit de l’Université McGill. L’équipe éditoriale est par conséquent composée d’étudiants francophones et anglophones, travaillant à la sélection et à la correction des articles rédigés dans chacune des langues. La Revue publie, tant en français qu’en anglais, des textes traitant de sujets variés de droit civil, de common law et de traditions autochtones.Un membre de la communauté juridique désirant voir son article publié dans la Revue peut effectuer une soumission par l’entremise du site Web de la Revue de droit.

## Historique
La Revue de droit de McGill a été fondée par des étudiants, dont Gérald Éric Le Dain et Jacques-Yvan Morin, de la Faculté de droit de l’Université McGill en 1952. La Revue fut la troisième revue entièrement gouvernée par des étudiants à faire son apparition au Canada. Le premier numéro a été dirigé par le rédacteur en chef fondateur, Jacques-Yvan Morin. Dès sa fondation, la Revue a fait la promotion du développement de la recherche juridique, en attirant un lectorat composé de professeurs de droit, d’avocats et d’étudiants. L’objectif de ses fondateurs était de créer un forum d’échange intellectuel pour la communauté juridique de la province. Le Québec, étant au carrefour des deux grandes traditions de droit privé du monde occidental, soit le droit civil et la common law, les premiers rédacteurs de la Revue ont tout de suite reconnu son potentiel comme outil de développement de la doctrine civiliste en anglais et en français.
Publiant son premier volume en 1952, la Revue n’a fait que bâtir sa réputation au fil des années, devant une source juridique de renom gagnant une légitimité croissante au sein de la communauté juridique. Aujourd’hui, la Revue est renommée nationalement et au-delà des frontières canadiennes. Elle permet non seulement de partager des publications de qualité supérieure avec les juristes et autres membres de la communauté juridique, mais elle permet aussi à ses membres d’acquérir des connaissances et des compétences essentielles pour leur parcours professionnel.

## Autres publications et évènements

### Manuel de la référence juridique
Le premier Manuel de référence a été publié par les rédacteurs de la Revue de droit en 1986. À ce jour, le Manuel en est à sa neuvième édition, se modelant à l’évolution constante de la profession et travaillant en collaboration avec des membres de la communauté juridique, soient des juristes, des universitaires et autres conseillers. Une nouvelle édition du Manuel est publiée tous les quatre ans à cet effet.
Le Manuel de la référence juridique fournit des directives quant à la manière de bâtir des références bibliographiques et ce pour de nombreuses sources, telles que la législation, les traités autochtones et le droit talmudique. Le Manuel est un standard de référence pour de plusieurs revues juridiques canadiennes ainsi que pour nombreux tribunaux. Le Manuel peut être acheté en ligne, par l’entremise du site Web de la Revue de droit de McGill.

### Podcasts
Depuis la publication du volume 57 en 2012, la Revue de droit est devenue la première revue canadienne à publier une série de podcasts qui explorent de nombreux aspects du droit canadien. Chaque sujet est abordé par un universitaire de renom, un avocat praticien ou autre membre de la communauté légale qui instruit la communauté légale par l’entremise d’un podcast.
Les podcasts récents publiés par la Revue abordent des sujets tels que le domaine éminent des changements climatiques dans le secteur juridique, le débat sur la clause dérogatoire quant à la Loi sur la laïcité de l’État adoptée au Québec ainsi que l’utilisation de l’intelligence artificielle dans le domaine juridique. Ces domaines débattus ou inconnus du public sont adaptés à l’actualité ce qui permet d’offrir un lieu d’apprentissage à la communauté juridique.

### Numéros spéciaux
Les numéros spéciaux de la Revue, publiés à un taux approximatif d’un par volume, constituent une manière de diffuser l’information à un large public. Une fois qu’un sujet est choisi, la Revue invite des spécialistes de renommée internationale à écrire sur ce dernier. Des exemples de sujets choisis pour les numéros spéciaux sont les droits humains à l’échelle internationale, le droit constitutionnel contemporain canadien et la réforme du Code Civil russe.
Le numéro spécial publié par le volume 45 sur « la Génétique et le Droit » a eu un réel impact à l’échelle internationale. Le numéro fut remarqué par le National Judicial Institute et fut utilisé lors d’une conférence en juin 2000. Des copies du numéro furent distribuées aux 50 juges canadiens et américains qui étaient présents.
Certains sujets abordés par ces numéros spéciaux furent la résolution de conflits à l’échelle internationale, l’héritage de Roncarelli v Duplessis, les innovations technologiques et la responsabilité civile ainsi que le pluralisme légal quant aux droits des communautés autochtones.

### Évènements organisés par laRevue de droit
La Revue organise plusieurs évènements au fil de l’année auxquels la communauté de McGill ainsi que celle de Montréal peuvent assister. Ces évènements visent à promouvoir l’implication étudiante ainsi que la recherche académique tout en permettant à la Revue d’attirer des soumissions de qualité supérieure venant de la communauté légale. Chaque année, un symposium, une conférence anglophone ainsi qu’une conférence francophone sont organisés afin d’informer le grand public quant à un sujet de l’heure du droit. Après chacune des conférences, une réception est organisée, permettant à la communauté juridique de discuter. Les conférences sont normalement reconnues pour l’obtention de crédits de formation juridique.

#### Conférence Annuelle Anglophone (Annual Lecture) de laRevue de droit de McGill
De 1984 à 1992 ainsi que depuis le début des années 2000, la Revue de droit de McGill a invité un conférencier réputé pour donner une présentation à la communauté légale de McGill ainsi qu’aux personnes intéressées résidant à Montréal. La conférence est publiée dans la Revue et est un des évènements les plus prestigieux de l’année à la Faculté de droit. En 1984, Jacques-Yvan Morin y a fait une présentation, tout comme l’honorable Juge McLachlin en 1991.
| Année         | Conférencier                                                      | Titre de la présentation                                                                                                 |
| 2022 (vol 67) | John Borrows (Professeur à l'Université de Victoria)              | “Meaning Making: Students and Indigenous Legal Education”                                                                |
| 2020 (vol 65) | James Tully (Philosophe)                                          | “Sustainable Democratic Constitutionalism and Climate Change”                                                            |
| 2019 (vol 64) | Patricia J. Williams (Juriste américain)                          | “From Underground Railroad to Overland Migration: When the North Star Can’t Be Found”                                    |
| 2018 (vol 63) | Tim Wu (Professeur à la Faculté de droit de Columbia)             | “The Curse of Bigness Revisited - Antitrust in the New Gilded Age”                                                       |
| 2016 (vol 62) | Mari Matsuda (Avocate, Activiste & Professeure)                   | “The Next Dada Utopian Visioning Peace Orchestra: Constitutional Theory and the Aspirational”                            |
| 2015 (vol 61) | Suzanne Côté (Juge à la Cour Suprême du Canada)                   | “The Firsts: Breaking the Glass Ceiling and Provoking Changes”                                                           |
| 2014 (vol 59) | Mélanie Joly (Politicienne canadienne)                            | “Le cadre juridique des villes au Canada”                                                                                |
| 2013 (vol 58) | Goodwin Liu (Juge à la Cour Suprême de la Californie)             | “Justice and Distribution of Equal Opportunity”                                                                          |
| 2012 (vol 57) | Sylvain Lussier (Avocat canadien)                                 | “Equality of all under the law: quand les gouvernements doivent répondre devant les tribunaux”                           |
| 2011 (vol 56) | Carlos Fuentes (Écrivain)                                         | Untitled |
| 2010 (vol 55) | Rosalie Abella (Juge à la Cour Suprême du Canada)                 | “International Law and Human Rights: The Power and the Pity”                                                             |
| 2009 (vol 54) | John Ralston Saul (Philosophe canadien)                           | “The Roots of Canadian Law in Canada”                                                                                    |
| 2008 (vol 53) | Patrick Macklem (Professeur de droit canadien)                    | “What is International Human Rights Law? Three Applications of a Distributive Account”                                   |
| 2007 (vol 52) | Pierre Dalphond (Sénateur canadien)                               | “What is the Future of Doctrine in Quebec?”                                                                              |
| 2006 (vol 51) | John Gomery (Juge à la Cour Supérieure du Québec)                 | "The Pros and Cons of Commissions of Inquiry"                                                                            |
| 2005 (vol 50) | Thomas R. Berger (Juge à la Cour Suprême de Colombie-Britannique) | "One Man's Justice: My Life in the Courts"                                                                               |
| 2004 (vol 49) | John Fisher (Ancien directeur d’Egale Canada)                     | "Outlaws or In-laws?: Successes and Challenges in the Struggle for LGBT Equality"                                        |
| 2003 (vol 48) | Gérald A. Beaudoin (Sénateur canadien)                            | "Le contrôle judiciaire de la constitutionnalité des lois"                                                               |
| 2002 (vol 47) | Kent Roach (Professeur de droit canadien)                         | "Did September 11 Change Everything? Struggling to Preserve Canadian Values in the Face of Terrorism"                    |
| 2001 (vol 46) | Philippe Kirsch (Président de la Cour Criminelle Internationale)  | "Negotiating an Institution for the Twenty-First Century: Multilateral Diplomacy and the International Criminal Court"   |
| 2000 (vol 45) | Charles Gonthier (Ancien juge de la Cour Suprême du Canada)       | "Liberty, Equality, Fraternity: The Forgotten Leg of the Trilogy, or Fraternity: The Unspoken Third Pillar of Democracy" |

#### Conférence annuelle francophone de la Revue de droit de McGill
La conférence annuelle francophone reprend le même concept général que la conférence anglophone, soit d’inviter un conférencier de renom afin de discuter d’un sujet légal débattu ou peu connu dans la communauté juridique. La charte suivante présente certains conférenciers ayant été invités à la conférence francophone au fil des années ainsi que les sujets abordés lors des présentations.
| Année         | Conférencier | Titre de la présentation                                                                                                  |
| 2019 (vol 65) | Mathieu Devinat | « L’évolution en trois temps de l’ouvrage, Interprétation des lois. »                                                     |
| 2017 (vol 63) | Me Eric Lavallée (avocat et agent de marque de commerce chez Lavery avocats) Christelle Papineau (étudiante chercheuse au Laboratoire de cyber justice du Centre de recherche en droit public de l’Université de Montréal)                                                                            | « Les enjeux juridiques de l’intelligence artificielle »                                                                  |
| 2017 (vol 62) | Mona-Lisa Prosper (Associée, Propulsio Conseilleurs d’affaires 360º S.E.N.C.R.L) Me Nathalie Beauregard (Associée, Osler, Hoskin & Harcourt S.E.N.C.R.L./ s.r.l.) Davide Pisanu (Directeur Général, Cirque du Soleil) Modérateur : Pierre-Emmanuel Moyse (Professeur à la Faculté de droit de McGill) | Conférence sur l’innovation et l’entrepreneuriat                                                                          |
| 2014 (vol 60) | Marc Mayrand (directeur général des élections du Canada) Jean-Pierre Kingsley (ancien directeur des élections du Canada) | « Le droit électoral et la Charte canadienne des droits et libertés : développements jurisprudentiels et enjeux actuels » |
| 2013 (vol 58) | L’honorable Michel Bastarache (ancien juge de la Cour Suprême du Canada et avocat conseil chez Heenan Blaikie) Adrian Popovici (Université de Montréal) Sylvio Norman (Université Laval) Finn Makela (Université de Sherbrooke) Julie Paquin (Université d'Ottawa)                                    | « Colloque sur les aspirations et l’impact de la recherche universitaire en droit »                                       |

## Anciens éditeurs, membres et auteurs

### Éditeurs en chef
La liste suivante présente les éditeurs en chef de la Revue de droit de McGill du Volume 1 au Volume 67 :
- Vol 67: Arthur Scalabrini
- Vol 66: Nathaniel Reilly
- Vol 65: Lauren Weaver
- Vol 64: Joseph Spadafore
- Vol 63: Éléna Sophie Drouin
- Vol 62: Laura Cárdenas
- Vol 61: Fraser Harland
- Vol 60: William Stephenson
- Vol 59: Olga Redko
- Vol 58: Marie-Eve Goulet
- Vol 57: Will Colish
- Vol 56: Sara Ross
- Vol 55: Seo Yun Yang
- Vol 54: Erin Morgan
- Vol 53: Benjamin Moss
- Vol 52: David Sandomierski
- Vol 51: Kristin Ali
- Vol 50: Fabien Fourmanoit
- Vol 49: Toby Moneit
- Vol 48: Carole Chan
- Vol 47: Kevin MacLeod
- Vol 46: Robert Leckey
- Vol 45: Azim Hussain
- Vol 44: Karlo Giannascoli
- Vol 43: Sébastien Beaulieu
- Vol 42: Martin J. Valasek
- Vol 41: Mary-Pat Cormier
- Vol 40: Jodi Lackman
- Vol 39: Erica Stone
- Vol 38: Mark Phillips
- Vol 37: David A. Chemla
- Vol 36: Julia E. Hanigsberg
- Vol 35: Daniel Torsher
- Vol 34: Gary F. Bell
- Vol 33: M. Kevin Woodall
- Vol 32: Marc Lemieux
- Vol 31: Henry K. Schultz
- Vol 30: Peter Oliver
- Vol 29: Daniel Gogek
- Vol 28: Stephen Toope
- Vol 27: F. Jasper Meyers
- Vol 26: Linda R. Ganong (1979–1980) and Patrick Healy (1980–1981)
- Vol 25: Mona R. Paul
- Vol 24: Neil J. Smitheman
- Vol 23: Cally Jordan
- Vol 22: Louise Pelly
- Vol 21: Laura Falk Scott
- Vol 20: Frank H. Buckley
- Vol 19: Graham Nevin
- Vol 18: Michael David Kaylor
- Vol 17: Joel King
- Vol 16: André T. Mécs
- Vol 15: Leonard Serafini
- Vol 14: Ronald I. Cohen
- Vol 13: Douglas Pascal
- Vol 12: Stephen Allan Scott
- Vol 11: Larry S. Sazant
- Vol 10: Joseph J. Oliver
- Vol 9: Mark M. Rosenstein
- Vol 8: Alan Z. Golden
- Vol 7: Norman M. May
- Vol 6: A. Derek Guthrie
- Vol 5: Henri P. Lafleur
- Vol 4: Raymond Barakett
- Vol 3: Harold W. Ashenmil
- Vol 2: John E. Lawrence
- Vol 1: Jacques-Yvan Morin (issue one), Fred Kaufman (issues two and three), and William H. Reynolds (issue four)

### Quelques anciens étudiants de laRevue
Parmi les anciens élèves de la Revue figurent les juges Benjamin J. Greenberg, Morris Fish, John Gomery, Jean-Louis Baudouin, Brian Riordan, Allan Lutfy, Suzanne Coupal, Brigitte Gouin, Ronna Brott, Nicholas Kasirer et Max M. Teitelbaum; des politiciens dont Irwin Cotler, Yoine Goldstein et le Ministre de la justice du Canada David Lametti; des présidents de conseil comme David P. O'Brien et Bernard Amyot; des personnalités universitaires comme Dick Pound et Bartha Knoppers; et des professionnels du divertissement comme Lionel Chetwynd.

### Personnalités ayant publié dans laRevue
Des membres renommés ayant été publiés dans les pages de la Revue comprennent l’ancien Premier Ministre du Canada Pierre Elliot Trudeau, les juges de la Cour suprême Rosalie Abella et Gerald Fauteux, l’ancien Gouverneur Général du Canada David Johnston, et le diplomate de l’ONU Yves Fortier.

## Publications externes

### Manuscrits
En 2013, The Journal : 60 years of people, prose, and publication par James Cummins a été publié par 8th House Publishing, à Montréal. Le manuscrit raconte l’histoire détaillée de la Revue de droit, du premier volume au cinquante septième pour l’anniversaire des 60 ans de l’institution.
La Revue de droit a aussi fait son apparition dans le livre A Noble Roster: One Hundred and Fifty Years of Law at Mcgill, écrit par un ancien étudiant de la Faculté, Ian C. Pilarczyk.

### Citations à la Cour Suprême du Canada
La Revue est la première publication de droit canadien ayant été citée dans un jugement de la Cour Suprême. À ce jour, la Revue a été citée par la Cour Suprême du Canada dans plus de 150 affaires.